# Arisemus boxi
Arisemus boxi är en tvåvingeart som beskrevs av Satchell 1955. Arisemus boxi ingår i släktet Arisemus och familjen fjärilsmyggor. Inga underarter finns listade i Catalogue of Life.